# Hoyos (novela)
Hoyos es una novela de Louis Sachar, un escritor especializado en literatura juvenil. Existe una versión cinematográfica homónima.

## Argumento
Este apartado proporciona detalles sobre la trama del libro, incluyendo el desenlace final de la novela.
Hoyos cuenta la historia de un muchacho llamado Stanley Yelnats, que es acusado de robar unas zapatillas del famoso jugador de béisbol Clyde Livingston. A pesar de que no es culpable, el veredicto del juez dicta que debe ser enviado a un correccional juvenil llamado Campamento Lago Verde. Antiguamente este campamento era un gran lago, en el cual empieza su aventura, echándole la culpa de su mala suerte a su tatarabuelo. Allí, Stanley se entera de que todos los días hay que cavar un enorme hoyo y que tiene que encontrar algo interesante por casualidad para conseguir el día libre. También, conoce a un grupo de chicos, y de ellos es Zero quien se convierte en su mejor amigo. Será con él con quien descubra la verdad que esconde dicho campamento de disciplina.
A causa de las burlas que su amigo recibe del señor Peraski(Pendanski en inglés) y Vigilante, cuando este está aprendiendo a leer y escribir, Zero  echa a correr al desierto, prefiriendo la muerte antes que seguir allí. Stanley a los pocos días va en su busca, ya que no puede perder a su mejor amigo. A las horas de ir caminando encuentra a Zero bajo una barca, que hace tiempo se hundió en el lago. Los dos amigos tienen que conseguir llegar a la montaña con forma de pulgar, porque en su familia corría la historia de que su tatarabuelo encontró alguna forma de mantenerse vivo en dicha montaña durante mucho tiempo, después de que Kate "Besos" Barlow le robara toda su fortuna.
Stanley lleva a su amigo en hombros durante el camino a la montaña, a causa de las pocas fuerzas que tenía. Allí encuentran un campo de cebollas y pequeños charcos de agua, para poder sobrevivir. Gracias a eso consiguen mantenerse con vida y deciden regresar al campamento a por su tesoro. Durante todos estos acontecimientos Stanley estuvo recogiendo pruebas que demuestran todo lo que había sucedido en el pasado, la fortuna de su familia. Stanley consigue demostrar que Kate "Besos" Barlow (una inocente muchacha que se acaba convirtiendo en una de las ladronas más temidas) le robó la fortuna a su bisabuelo.
Los dos amigos regresan al campamento a escondidas, para poder escarbar en el hoyo donde saben que se encuentra el botín. Pero, justo cuando desentierran el tesoro son vistos por la vigilante y sus dos compañeros, Sr. Pendanski y Sr. Sir. No pueden salir del hoyo, porque están rodeados de una especie de lagartos muy venenosos. Dicho animal es reacio a la cebolla, por ello no muerden a los dos jóvenes. Gracias a eso consiguen salir y poder descubrir toda la verdad.
Durante todo el libro cuenta la maldición de la mala suerte que perdura en la familia de Stanley durante muchas generaciones. Consistía en que una bruja egipcia, Madame Zeroni, maldice a su tatarabuelo con la mala suerte de él y sus descendientes si no la sube a beber a la montaña. Al Stanley subir a Zero a la montaña y darle de beber acaba esa mala suerte, ya que Zero es el tataranieto de dicha mujer. Toda la fortuna pertenece a Stanley y a su familia.
La novela acaba con la salida de los dos jóvenes del campamento, y el cierre de este ya que era "ilegal", solo existía para encontrar el tesoro que había escondido Kate Barlow.

## Personajes

### Personajes principales
- Stanley Yelnats: Es el personaje principal de la historia. Stanley es internado en el Campamento Lago Verde por un delito que él no cometió . Gracias a Stanley, su familia rompe la maldición hecha por "Madame Zeroni", de la cual Zero es descendiente.
- Zero: Compañero y mejor amigo de Stanley dentro del Campamento Lago Verde. El protagonista fue quien le ayudó a aprender a leer y escribir. Su nombre real era Héctor Zeroni. Fue enviado al campamento por robar un par de zapatillas de un deportista famoso.
- Señor Sir: Es el encargado del Campamento del Lago Verde.
- Señor Peraski: Es el monitor del grupo en que se encuentra Stanley en el Campamento Lago Verde. Se encargaba de vigilar que los chicos cavaran los hoyos y de llevarles agua cada cierto tiempo. Al principio, ayudaba a Stanley con lo que podía. Es apodado "Mami" por los chicos
- Vigilante: Así llamaban a la cruel y desalmada Directora del Campamento Lago Verde. Al escaparse Zero lo dio por muerto e hizo borrar toda información proveniente de Héctor Zeroni. Luego cuando fueron a buscar a Stanley al campamento lago verde, ella decía no saber que habían borrado la información de Zero.

### Personajes secundarios
- Tic: Compañero de Stanley, cuyo nombre verdadero era Brian, que aparece cuando se va Zero del campamento. Es enviado al campamento por robar un coche.
- Rayos X: Compañero del Campamento Lago Verde. Líder de los demás chicos del campamento. Lo llamaban Rayos X porque estaba prácticamente ciego por eso su apodo. Su nombre real es Rex. Es enviado al campamento por vender hierba seca, haciendo creer a la gente que era marihuana.
- Calamar: Compañero del Campamento Lago Verde. Su nombre real es Alan. Es enviado al campamento por agredir a un policía cuando este le quiso quitar una botella de cerveza.
- Imán: Compañero del Campamento Lago Verde. Su nombre real es José. Es enviado al campamento por intentar robar un perro de una tienda de animales.
- Zig- Zag: Compañero de Campamento Lago Verde. Su nombre real es Ricky. Es enviado al campamento tras lanzar petardos en su colegio.
- Sobaco: Compañero del Campamento Lago Verde. Su nombre real es Theodore. Fue enviado al campamento por agredir a dos chicos en una sala de cine.
- Clyde Livingston: Jugador de béisbol, que ese año era el jugador que más bases había robado. A Livingston fue a quien le robaron unas zapatillas deportivas, que se iban a subastar en una obra benéfica. Supuestamente fue Stanley quien robó las zapatillas y por lo que se le acusa pero en verdad no fue él.
- Sra. Morengo: Abogada de Stanley Yelnats. Al final consigue sacarlo de la campamento por orden del juez al demostrarse su inocencia. Consigue sacar a Zero también al amenazar con denunciar las prácticas abusivas del campamento. El campamento era como un campo de concentración donde explotaban a los chicos para encontrar un supuesto tesoro, el de Kate Barlow.
- Linda Miller: Esposa de Charles Walker y exalumna de Katherine Barlow.
- Charles Walker: Hijo del vecino rico del Lago Verde. Le conocían como "Trucha" Walker porque le olían los pies a pescado debido a un hongo que en el futuro tuvo también Clyde Livingston.
- Sam: Cultivador de cebollas en el Campamento Lago Verde hace 110 años. De piel oscura, por besar a Katherine Barlow fue asesinado cuando intentaba huir por el lago.
- Kate Barlow: Era una maestra del pueblo Lago Verde. Ella tenía una relación mutua sentimental con Sam pero como Sam es de piel oscura y ella blanca mataron a Sam. Desde que mataron a Sam ella se volvió una criminal muy buscada en el oeste. La verdadera razón por la que tienen que cavar hoyos en Lago Verde es encontrar el tesoro de esta mujer.
- Vomitona: Era un chico al que Stanley no llegó a conocer. Pero según todos y como se muestra en la película, pisó una serpiente a propósito acabando en el hospital. Su nombre real era Lewis. Fue enviado al campamento tras robar joyas de un museo.
- Madame Zeroni: Era la tatarabuela de Zero. Hizo un trato con el tatarabuelo de Stanley Yelnats, el cual consistía en darle un cerdo para que se pudiese casar con una chica. El tatarabuelo no cumplió su parte del trato y fue maldecido junto con todos sus sucesores por Madame Zeroni.

## Estructura
Esta novela presenta una estructura, que está dividida en tres partes:
La primera parte se llama Campamento Lago Verde, en la cual nos muestra el esfuerzo que tiene que hacer para poderse adaptar a las costumbres que imponen los monitores y a los compañeros. El protagonista (Stanley) se da cuenta de todas las atrocidades que se cometen y que al mismo tiempo todo ese lugar esconde un secreto.
La segunda parte tiene como título El último hoyo, en ella es donde se podría decir que comienza realmente toda la aventura de la historia. Es cuando Zero huye del campamento y es seguido por Stanley. Los dos juntos deciden subir a la montaña con forma de pulgar, en donde consiguen sobrevivir. Al cabo de los días deciden volver al campamento para descubrir toda la verdad.
Por último nos encontramos con la parte final, Rellenando Hoyos, nos muestra la situación de después de la salida de Stanley y Zero, donde se encuentran las dos familias juntas y se graba un anuncio junto con el famosísimo jugador de béisbol: Clyde Livingston.

## Película

### Sinopsis
”Holes” (La maldición de los hoyos) cuenta la historia de Stanley Yelnats, un héroe no muy normal, que intenta luchar contra la mala suerte que le persigue por culpa de una supuesta antigua maldición familiar. Stanley siempre está en el lugar equivocado y en el peor momento, así le cogen con unas zapatillas que se iban a subastar para una obra benéfica, pero él no las había robado solamente las encuentra en la calle y la policía le coge. A consecuencia de esto acaban sentenciándolo injustamente a pasar unos meses en el campamento Lago Verde, para trabajar y redimirse después en la sociedad.
Allí, él y otros muchachos (Calamar, Sobaco, Iman, Rayos-X y Zero) se ven obligados, bajo la autoridad de la temible Vigilante del campamento y de sus subordinados, Sr. Sir y el Sr. Peraski , a cavar hoyos para endurecer el carácter de los chicos. Nadie sabe por qué tienen que cavar hoyos. Así que Stanley empieza a sospechar y a averiguar la razón que tiene la Vigilante para ordenar un trabajo que los chicos consideran estúpido. Stanley y sus compañeros del campamento deben permanecer unidos y vigilar de cerca los movimientos de la directora y de sus ayudantes, ya que el protagonista está planeando fugarse del campo de trabajo para resolver el misterio y romper la maldición de la familia Yelnats.

### Diferencias entre el libro y la película
Entre el libro "Hoyos" y la película "La Maldición De Los Hoyos" encontramos diversas diferencias:
- Al principio del libro la historia empieza contando como es el campamento de Lago Verde y de cómo llega Stanley Yelnats allí; mientras que en la película comienza contando como Vomitona provoca su expulsión del campamento porque no aguanta más allí.

- En el libro al encontrar el tubo dorado Stanley no dice nada sobre las letras que aparecen en él (KB). Después de esto tienen que cavar un hoyo muy hondo y muy ancho, mientras en la película lo que hacen es como una excavación con túneles.

- A continuación en la película sale como Sobaco vacila al jefe, enseñándole una pieza que supuestamente había encontrado pero en realidad era otra cosa, mientras que en el libro no nombra nada acerca de como vacila Sobaco

- En la película al consejero de Stanley le presentan como Dr Pendanski, haciendo ver que es médico (al final se descubre que no). En el libro es llamado desde el principio como Sr. Peraski

- En el libro nos relatan que los chicos tienen una zona de ocio con un futbolín, una televisión y un sofá; pero en la película también aparecen unos niños jugando al baloncesto en mitad del desierto.

- En el libro explican que Calamar le dice a Stanley que llame a su madre para decirle que lo siente pero en la película no se lo dice Calamar sino que se lo dice Sobaco.

- En la película al final se descubre que el Señor Sir es un antiguo recluso en libertad condicional, y le detienen a él, al Señor Peraski y a Vigilante. Nada de esto sucede en el libro.